# Solapur (stad)
Solapur of Sholapur (Marathi: सोलापूर) is een stad in de Indiase staat Maharashtra. De stad ligt op het Hoogland van Dekan en tijdens de volkstelling van 2001 had de stad 873.037 inwoners.
De economie van de stad is sterk gericht op de katoenindustrie.